# ルキウス・コルネリウス・マルギネンシス・ウリティヌス
ルキウス・コルネリウス・マルギネンシス・ウリティヌス（Lucius Cornelius Maluginensis Uritinus）は共和政ローマの政治家、軍人。紀元前459年に執政官を務めた。

## 経歴
紀元前459年に執政官に就任、同僚執政官はクィントゥス・ファビウス・ウィブラヌスであった。
歴史家ティトゥス・リウィウス（紀元前59年頃 - 17年）によると、ルキウス・コルネリウスは敵軍の攻撃に備えてローマに留まり、他方クィントゥス・ファビウスはウォルスキを攻撃し、アンティウム（現在のアンツィオ）前面を遮断した。ハリカルナッソスのディオニュシオス（紀元前60年 - 紀元前7年以降）は、ルキウス・コルネリウスがアンティウムを攻撃したとする。ルキウスはローマの植民地であったアンティウムを包囲し、ウォルスキとアンティウムの反乱軍に勝利した。
両者の話に相違はあるが、リウィウスもディオニュシオスもクィントゥス・ファビウスがアエクイに占領されていたトゥスクルム（en）を奪還したという点では一致している。
両執政官はローマに戻り、凱旋式を実施した。また、4年前に護民官ガイウス・テレンティリウス・ハルサ（en）が提出していた法案に対する投票を阻止した（この法案はこの後も長期間審査され、ローマ初の成文法である十二表法が成立する）。
また、この年に第10回目の国勢調査が実施され、ローマ市民は117,319人（兵役義務がある成人男子）であるとされた。

## 参考資料
1. 1 2  ハリカルナッソスのディオニュシオス『ローマ古代史』、X, 20.
2. ↑  ティトゥス・リウィウス『ローマ建国史』、III, 22-23.
3. ↑  ハリカルナッソスのディオニュシオス『ローマ古代史』、X, 20-21.
4. ↑  ティトゥス・リウィウス『ローマ建国史』、III, 23.
5. ↑  ハリカルナッソスのディオニュシオス『ローマ古代史』、X, 21.
6. ↑  ティトゥス・リウィウス『ローマ建国史』、III, 24.